# Kirua Vunjo Mashariki
Kirua Vunjo Mashariki (auch Kirua) ist ein Verwaltungsbezirk (Ward) des Distrikts Moshi in der tansanischen Region Kilimandscharo.

## Geografie
Kirua Vunjo Mashariki liegt im Nordosten von Tansania etwa 15 Kilometer östlich der Regionshauptstadt Moshi am Südabhang des Kilimandscharo. Der südlichste Punkt des Bezirks liegt nahe der Nationalstraße T2 auf 900 Meter Seehöhe, nach Norden steigt das Land auf 1300 Meter an.
Der Bezirk grenzt im Nordwesten an Kirua Vunjo Magharibi und Kilema Kati, im Osten an Kilema Kusini, im Südosten an Njia Panda und im Südwesten an Kirua Vunjo Kusini. Bei der Volkszählung 2022 lebten 7722 Menschen in 2134 Haushalten auf einer Fläche von 23,9 Quadratkilometern.

## Gliederung
Der Bezirk besteht aus vier Gemeinden (Mtaa) mit 19 Orten (Kitongoji):
| Nganjoni - Nganjoni Juu - Sowoko - Kitumura - Mue - Nganjoni Chini - Urenga | Mrumeni - Mria - Mfiriweni - Leshaku - Mengeni | Kileuwo - Kileuo - Kileuo Kati - Manzaoni - Kotule - Msufini | Mero - Usangi - Lasso - Kolaria - Merro Kati |

## Wirtschaft und Infrastruktur
- Bildung: Im Bezirk liegen zwei weiterführende Schulen, die Kilimani Secondary School ist eine staatliche Schule, die Kisomachi Secondary School eine Privatschule, die von der katholischen Kirche geführt wird.[8] Diese hat eine Partnerschaft mit der Europaschule Gladenbach.[9]
- Verkehr: Die wichtigste Straße ist die Kirua Road, die südlich des Bezirks in die Nationalstraße T2 mündet und nach Norden bis in die Waldzone des Kilimandscharo führt.[3]